# Frédéric Sonntag
Œuvres principales
- George Kaplan

Frédéric Sonntag  est un dramaturge, metteur en scène et acteur français, né à Nancy en 1978,.

## Carrière
Après son diplôme du Conservatoire national supérieur d’art dramatique de Paris, il fonde en 2001 la compagnie  théâtrale AsaNIsiMAsa.
Ses pièces ont été jouées dans de nombreux théâtres d’envergure nationale comme le CDN d’Orléans, le CDN de Dijon, le Théâtre de l’Odéon, à la Comédie de Reims, …
Ses pièces ont reçu plusieurs récompenses, comme la pièce George Kaplan lauréate en 2012 des Journées de Lyon des Auteurs de Théâtre Palmarès des Journées de Lyon des Auteurs de Théâtre.
Dans les années 2010, Frédéric Sonntag a consacré trois pièces de théâtre à la vie de personnalités littéraires à l’identité incertaine : George Kaplan (personnage fictif du film La Mort aux trousses, qui n'apparaît jamais à l'écran) en 2013, Walter Benjamin en 2015 et B. Traven en 2018, trilogie surnommée la « trilogie fantôme ».
Certaines de ses pièces ont été traduites en anglais, allemand, espagnol, bulgare, catalan, portugais, tchèque, finnois, grec, serbe, danois, russe, italien, slovène, croate.

## Œuvres publiées
- 2003 : Disparu(e)(s), Théâtre Ouvert/tapuscrit  (ISBN 2904742751)
- 2004 : Intrusion, Théâtre Ouvert/tapuscrit  (ISBN 2904742786)
- 2007: Toby ou le saut du chien, Théâtre Ouvert/tapuscrit  (ISBN 2904742875)
- 2009: Sous contrôle, L'Avant-Scène Théâtre, n°1263-1264, mai 2009  (ISBN 9782749811086)
- 2012 : George Kaplan, Éditions théâtrales  (ISBN 978-2-84260-614-5)
- 2017 : Benjamin Walter, Editions théâtrales  (ISBN 978-2-84260-738-8)
- 2018 : B. Traven, Editions théâtrales  (ISBN 978-2-84260-776-0)
- 2021 : D'autres mondes, Editions théâtrales  (ISBN 978-2-84260-855-2)
- 2023 : L'horizon des événements, Editions théâtrales  (ISBN 978-2-84260-901-6)